# Monte Nuniagiarfiup

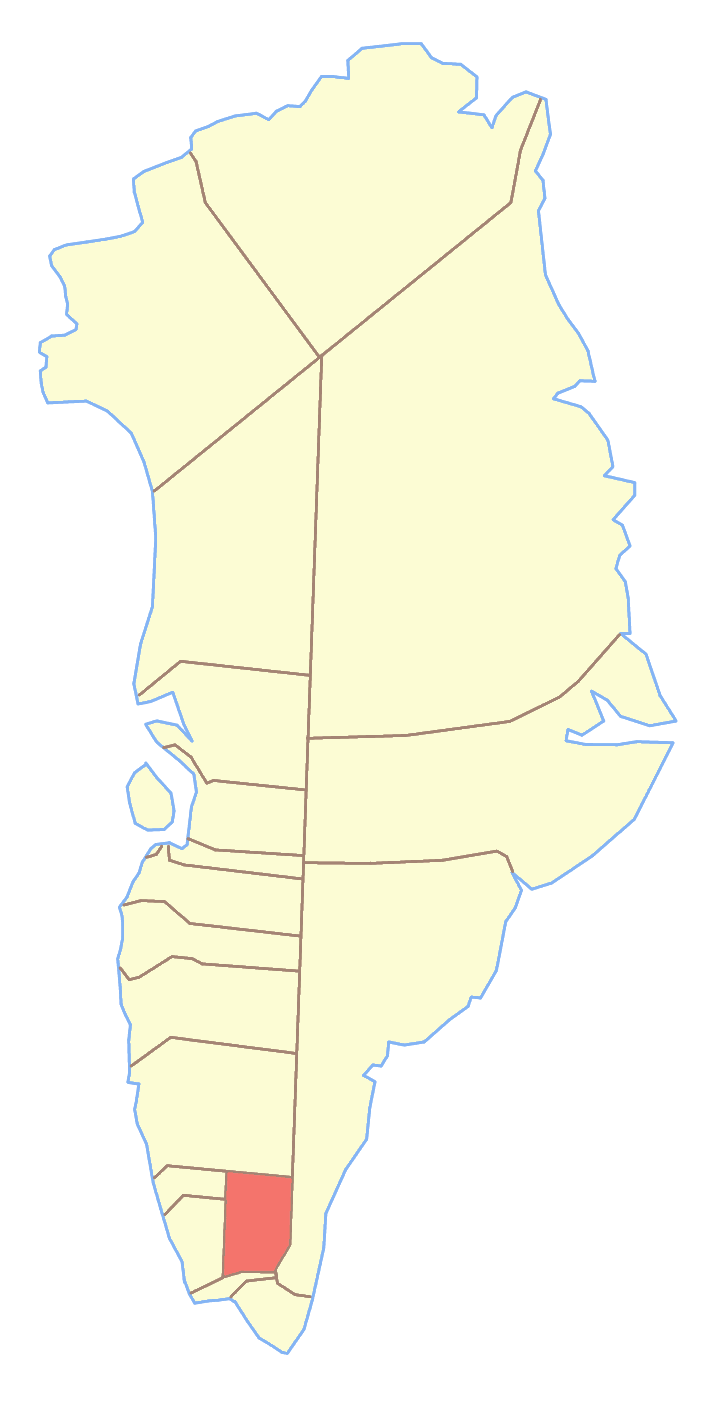
Ex comune di Narsaq, dove si trovava il monte Nuniagiarfiup

Il monte Nuniagiarfiup (groenlandese: Nuniagiarfiup Qaqqaa) è una montagna della Groenlandia di 646 m. Si trova a 60°53'N 45°23'O; appartiene al comune di Kujalleq.